# Blaesoxipha formosana
Blaesoxipha formosana är en tvåvingeart som beskrevs av Baranov 1931. Blaesoxipha formosana ingår i släktet Blaesoxipha och familjen köttflugor.
Artens utbredningsområde är Taiwan. Inga underarter finns listade i Catalogue of Life.